# Lampides elpidion
Lampides elpidion är en fjärilsart som beskrevs av William Doherty 1891. Lampides elpidion ingår i släktet Lampides och familjen juvelvingar. Inga underarter finns listade i Catalogue of Life.